# The Animal (singolo)
The Animal è il terzo singolo estratto da Asylum, quinto album del gruppo musicale alternative metal statunitense Disturbed.

## Temi del testo
Secondo quanto detto dal cantante David Draiman, The Animal è ispirato da film come Underworld e L'uomo lupo. Tratta del cambiamento di un uomo in un lupo mannaro a causa della luce della luna piena.

## Video musicale
Il video musicale della canzone, diretto da Charlie Terrell, venne trasmesso per la prima volta il 16 novembre 2010 su MTV2. È l'unico video dell'album Asylum in cui sono presenti tutti i membri della band.

## Posizioni in classifica
| Classifica (2010)                         | Posizione |
| ----------------------------------------- | --------- |
| U.S. Billboard Hot Mainstream Rock Tracks | 2         |
| U.S. Billboard Alternative Songs          | 20        |
| U.S. Billboard Rock Songs                 | 6         |

## Formazione
- David Draiman - voce, co-produttore
- Dan Donegan - chitarra, elettronica, voce secondaria, produttore
- John Moyer - basso, voce secondaria
- Mike Wengren - batteria, percussioni, voce secondaria, co-produttore